# 上海市文化和旅游局
上海市文化和旅游局，加挂上海市文物局（2010年9月1日掛牌）、上海市广播电视局牌子，是上海市人民政府中负责文化艺术、广播电视以及文物保护的主管机构。2018年11月23日，依据《上海市机构改革方案》，该机构的电影管理职能并入中共上海市委宣传部，旅游职能并入该局。

## 主要职能
上海市文化和旅游局的主要职能是：
1. 贯彻执行有关文化和旅游、广播电视、文物的法律、法规、规章和方针、政策。研究起草文化和旅游、广播电视、文物方面的地方性法规、规章草案，拟订相关政策，并组织实施。
2. 拟订文化和旅游、广播电视事业和产业以及文物行业发展规划和相关地方标准，并组织实施。参与拟订旅游跨区域规划。推进文化和旅游与科技、教育、金融、交通、工业等融合发展。
3. 拟订重大文化和旅游活动中长期规划。管理全市性重大文化和旅游活动，指导重点文化和旅游设施建设、产业园区建设和区域性特色产业群建设。组织上海旅游整体形象推广，制定市场推广和开发战略，指导重要旅游产品开发和推广工作，拟订红色旅游等专项规划。
4. 指导、管理本市文艺事业。指导艺术创作生产，扶持体现社会主义核心价值观、具有导向性代表性示范性的文艺作品，推动各门类艺术、各艺术品种发展。
5. 负责本市文化和旅游、广播电视公共服务，组织开展文化和旅游、广播电视公共服务的体系建设，深入实施文化惠民工程，推进本市基本公共文化服务标准化、均等化。负责本市公共文化事业发展。指导和组织开展各类群众性文化活动。
6. 指导和组织实施本市文化和旅游、广播电视、文物科技创新发展，负责行业信息化、标准化建设，发布行业数据。
7. 负责非物质文化遗产保护，推动非物质文化遗产的保护、传承、普及、弘扬和振兴。
8. 指导文化和旅游、广播电视产业发展。促进文化和旅游产业与相关产业融合发展。组织实施本市文化和旅游资源的普查、挖掘、保护和开发利用。
9. 负责培育和发展文化和旅游市场，对文化和旅游市场进行行业监管，推进行业信用体系建设，依法规范文化和旅游市场。负责组织和指导、管理文化市场综合执法，协调相关部门处置行业突发应急事件。
10. 负责对各类广播电视机构进行业务指导和行业监管。会同有关部门，对网络视听节目服务机构进行管理。实施广播电视节目评价工作，指导本市电视剧行业发展和电视剧创作生产。监督管理、审查广播电视节目、网络视听节目的内容和质量，指导、监管广播电视广告播放。
11. 监督管理本市广播电视频率、频道资源以及有线网络规划和建设，组织实施广播电视科技重大项目建设，保障本市广播电视网络传播传输安全。推进广播电视与新媒体技术新业态融合发展，推进广电网与电信网、互联网三网融合。
12. 负责本市文物保护、管理和利用工作。组织协调考古发掘和出土文物抢救工作，指导协调博物馆开展业务和学术交流活动以及博物馆间的交流、协作与资源共享。
13. 指导、管理文化和旅游、广播电视、文物对外及对港澳台的交流工作，管理驻沪外交机构和国际组织举办的文化和旅游、广播电视、文物等活动。
14. 拟订文化和旅游、广播电视、文物行业人才队伍建设规划并组织实施。指导、监督市级文化和旅游、广播电视、文物行业社会组织开展工作。
15. 完成市委、市政府交办的其他任务。

## 机构设置

### 内设机构
- 办公室
- 政策法规处（研究室）
- 组织人事处（老干部处）
- 财务处（审计室）
- 信息科技处
- 艺术处
- 重大活动办公室
- 市场管理处
- 产业发展处
- 资源开发处
- 宣传推广处
- 安全和应急管理处
- 公共服务处
- 非物质文化遗产处
- 传媒机构管理处
- 广播电视和网络视听节目管理处
- 电视剧处
- 文物保护管理处
- 博物馆管理处
- 国际交流处（港澳台办公室）

### 直属单位
- 上海少年儿童图书馆
- 上海中国画院
- 上海美术馆
- 上海市剧本创作中心
- 上海市群众艺术馆
- 上海油画雕塑院
- 刘海粟美术馆
- 上海市社会文化管理处
- 上海艺术研究中心
- 上海市文化和旅游局老干部服务中心
- 上海市广播电视监测中心
- 上海市文物保护研究中心
- 上海当代艺术博物馆
- 上海鲁迅纪念馆
- 上海市历史博物馆（上海革命历史博物馆）
- 上海世博会博物馆
- 上海交响乐团
- 上海市文化旅游市场质量监测和服务中心
- 上海市文化旅游公共服务和人才服务中心
- 上海市文化和旅游事业发展中心